# Kasachische Luftstreitkräfte

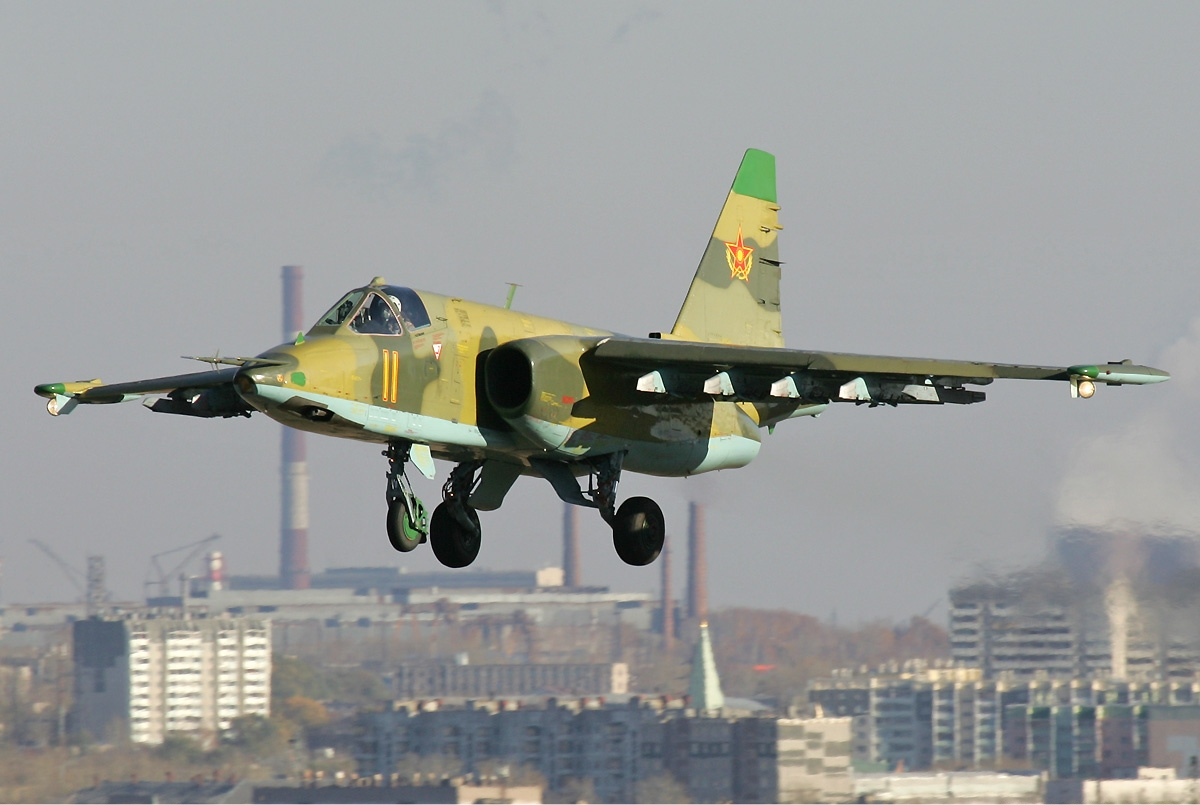
Su-25 der kasachischen Luftstreitkräfte

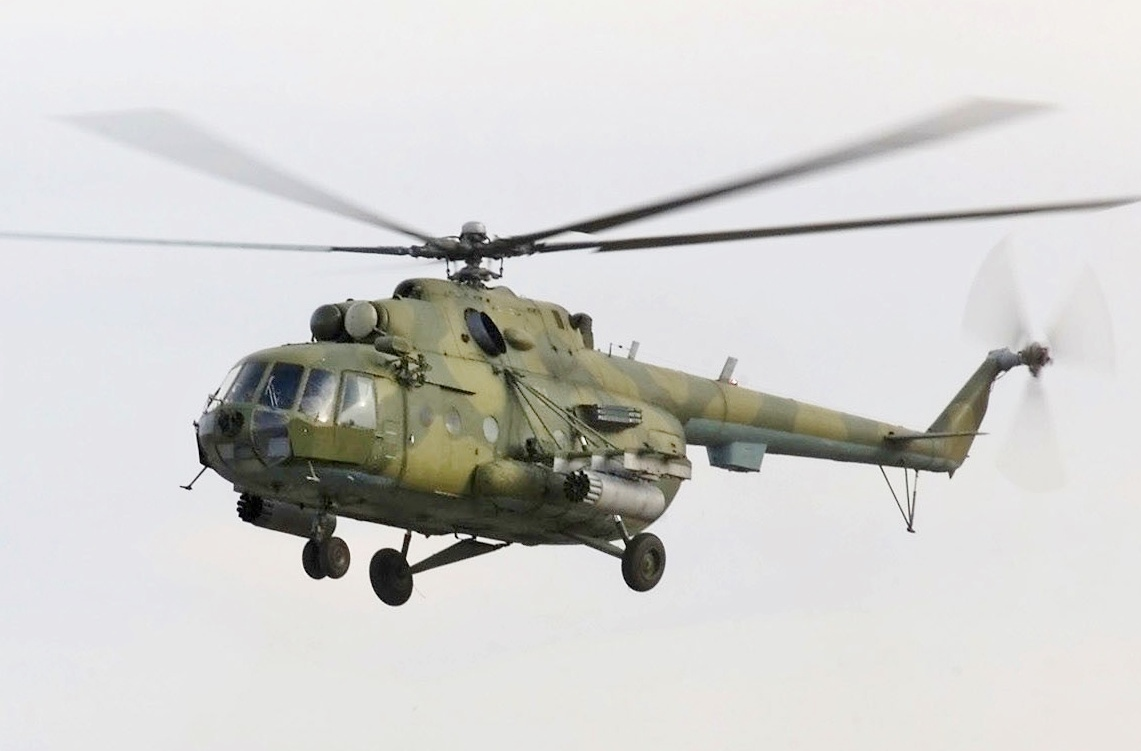
Mi-8 der kasachischen Luftstreitkräfte

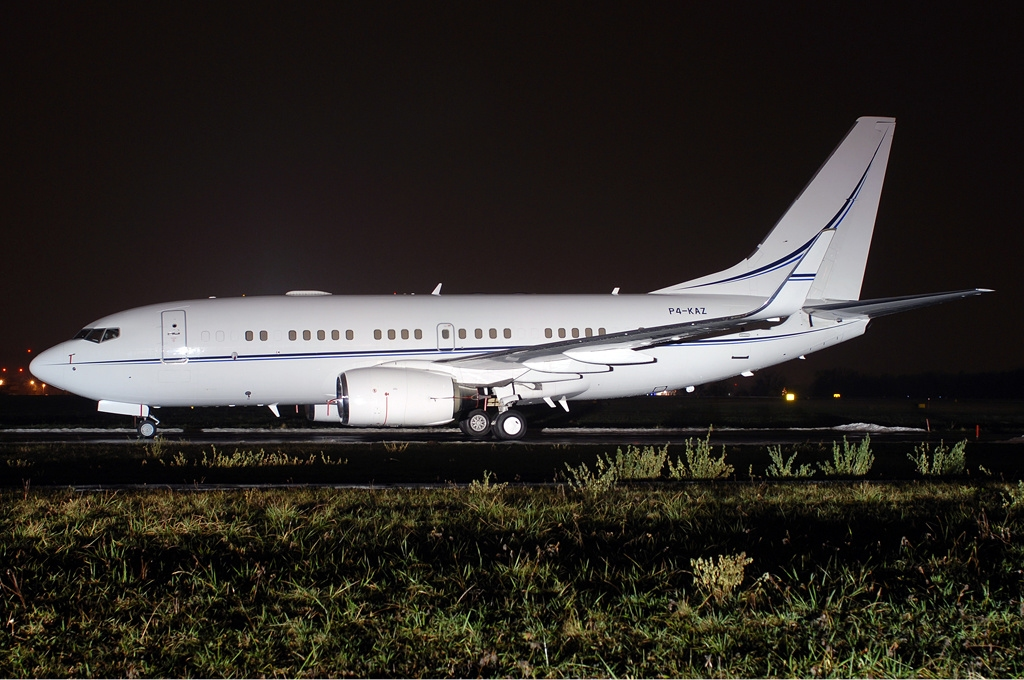
Regierungsmaschine Boeing 737 BBJ der kasachischen Luftstreitkräfte

Die Kasachischen Luftstreitkräfte (kasachisch Әуе қорғанысы күштері, russisch Силы воздушной обороны Республики Казахстан) unterhalten 19.000 Soldaten und sind in eine Luftwaffendivision mit elf Fliegerbasen gegliedert.

## Ausrüstung
An militärischen Fluggeräten verfügen die kasachischen Luftstreitkräfte über (Stand Ende 2020):
| Typ                         | Herkunft             | Funktion                                       | Version        | Aktiv          | Bestellt       | Anmerkungen                                  |
| Kampfflugzeuge              | Kampfflugzeuge       | Kampfflugzeuge                                 | Kampfflugzeuge | Kampfflugzeuge | Kampfflugzeuge | Kampfflugzeuge                               |
| --------------------------- | -------------------- | ---------------------------------------------- | -------------- | -------------- | -------------- | -------------------------------------------- |
| Mikojan-Gurewitsch MiG-23   | Sowjetunion          | Jagdbomber Abfangjäger                         |                | 3              |                |                                              |
| Mikojan-Gurewitsch MiG-27   | Sowjetunion          | Jagdbomber                                     |                | 12             |                |                                              |
| Mikojan-Gurewitsch MiG-29   | Sowjetunion          | Mehrzweckkampfflugzeug                         |                | 24             |                |                                              |
| Mikojan-Gurewitsch MiG-31   | Sowjetunion          | Abfangjäger                                    |                | 20             |                |                                              |
| Suchoi Su-24                | Sowjetunion          | Bomber                                         |                | 13             |                |                                              |
| Suchoi Su-25                | Sowjetunion          | Erdkampfflugzeug                               |                | 14             |                |                                              |
| Suchoi Su-27 Suchoi Su-30   | Sowjetunion Russland | Luftüberlegenheitsjäger Mehrzweckkampfflugzeug |                | 33             | 9              | Weitere 11 Exemplare geplant.                |
| Transportflugzeuge          |                      |                                                |                |                |                |                                              |
| Antonow An-12               | Sowjetunion          | Transportflugzeug                              |                | 1              |                |                                              |
| Antonow An-24 Antonow An-26 | Sowjetunion          | Transportflugzeug                              |                | 8              |                |                                              |
| Antonow An-72 Antonow An-74 | Sowjetunion          | Transportflugzeug                              |                | 2              |                |                                              |
| C-295 Persuader             | Spanien              | Transportflugzeug                              |                | 8              |                |                                              |
| Shaanxi Y-8                 | Volksrepublik China  | Transportflugzeug                              |                | 1              | 7              |                                              |
| Airbus A400M                | Europa               | Transportflugzeug                              |                |                | 2              |                                              |
| Schulflugzeuge              |                      |                                                |                |                |                |                                              |
| Aero L-39 Albatros          | Tschechoslowakei     | Schulflugzeug                                  |                | 17             |                |                                              |
| Mikojan-Gurewitsch MiG-29   | Sowjetunion          | Schulflugzeug                                  |                | 2              |                |                                              |
| Suchoi Su-27                | Sowjetunion          | Schulflugzeug                                  |                | 4              |                |                                              |
| Zlín Z-242                  | Tschechien           | Schulflugzeug                                  |                | 1              |                |                                              |
| Hubschrauber                |                      |                                                |                |                |                |                                              |
| H145                        | Deutschland          | Mehrzweckhubschrauber                          |                | 1              |                | Weitere 20 Maschinen sind geplant.           |
| H225M Caracal               | Frankreich           | Mehrzweckhubschrauber                          |                |                |                | Die Anschaffung von 20 Maschinen ist geplant |
| Mil Mi-8                    | Sowjetunion          | bewaffneter Mehrzweckhubschrauber              | Mi-8 Mi-17     | 49             |                |                                              |
| Mil Mi-24                   | Sowjetunion          | Kampfhubschrauber                              | Mi-24 Mi-35    | 22             | 4              |                                              |
| Mil Mi-26                   | Sowjetunion          | Transporthubschrauber                          |                | 2              |                |                                              |
| Bell UH-1                   | Vereinigte Staaten   | Mehrzweckhubschrauber                          | UH-1H          | 1              |                |                                              |
| Unbemannte Luftfahrzeuge    |                      |                                                |                |                |                |                                              |
| Chengdu Wing Loong          | Volksrepublik China  | Kampfdrohne                                    |                | 2              |                | [ 4 ]                                        |
| AL-320                      | Russland             | VTOL-Aufklärungsdrohne                         |                | ?              |                | [ 5 ]                                        |
| Elbit Hermes 450            | Israel               | Aufklärungsdrohne                              |                | ?              |                | [ 5 ]                                        |
| Orbiter                     | Israel               | Aufklärungsdrohne                              |                | ?              |                | [ 5 ]                                        |
| Elbit Skylark               | Israel               | Aufklärungsdrohne                              |                | ?              |                | [ 5 ]                                        |

- Verbindungsflugzeuge:
  - 1 Boeing 757-2M6 (ist zivil registriert)
  - 2 Tu-134
  - 1 Tu-154B-2

Die kasachischen Luftstreitkräfte sind relativ modern ausgerüstet und die MiG-31M, MiG-29 und Su-27 verleihen ihnen die Möglichkeit, auch einen größeren Luftschlag abzuwehren.
Als weitere Waffensysteme werden Wympel R-40-Luft-Luft-Lenkraketen, Wympel R-23-Luft-Luft-Lenkraketen, Wympel R-60-Luft-Luft-Lenkraketen, Wympel R-27-Luft-Luft-Lenkraketen, Ch-23-Luft-Boden-Raketen, Ch-28-Luft-Boden-Raketen, Ch-25-Luft-Boden-Raketen, Ch-58-Luft-Boden-Raketen, Ch-25P-Luft-Boden-Raketen, Ch-59-Luft-Boden-Raketen, Ch-29-Luft-Boden-Raketen und 2K8-Falanga-Panzerabwehrlenkraketen eingesetzt.